# オルベテッロ
オルベテッロ（伊: Orbetello）は、イタリア共和国トスカーナ州グロッセート県にある、人口約14,200人の基礎自治体（コムーネ）。
ローマの北西約120kmに位置するオルベテッロの潟湖は、戦間期のイタリアにおいて水上飛行場として利用され、大西洋横断飛行の出発地などイタリア空軍の航空イベントの舞台となった。オルベテッロの集落は、潟湖中央の砂州上に立地する。

## 地理

### 位置・広がり
グロッセート県南部、マレンマ地方に属するコムーネである。オルベテッロの集落は、県都グロッセートから南南東へ約37km、州都フィレンツェから南へ約148km、首都ローマから北西へ約120kmの距離にある。
コムーネの領域はティレニア海に面しており、南西部にはオルベテッロ潟が広がっている。潟湖の対岸（プロモントリオ）はモンテ・アルジェンターリオである。

#### 隣接コムーネ
隣接するコムーネは以下の通り。
- マリアーノ・イン・トスカーナ - 北
- マンチャーノ - 北東
- カパルビオ - 東
- モンテ・アルジェンターリオ - 南西

### 地勢
本土側から、プロモントリオに向かって3本の砂州が伸びる。西北側（Giannella砂州）と東南側（Feniglia砂州）の2本によってプロモントリオと本土が結ばれており、もともとは島であったプロモントリオを陸繋島にしている。中央の砂州と堤防（土手道）によってオルベテッロ潟は2つに分けられており、西側の潟湖を Laguna di Ponente、東側の潟湖を Laguna di Levante と言う。オルベテッロ潟湖一帯は、重要な自然保護区であり、1976年にラムサール条約登録湿地となった。
- オルベテッロ潟の風車
- オルベテッロ潟
- パラッツォ

### 気候分類・地震分類
オルベテッロにおけるイタリアの気候分類 (it) および度日は、zona C, 1260 GGである。
また、イタリアの地震リスク階級 (it) では、zona 4 (sismicità molto bassa) に分類される。

### 主要な集落
オルベテッロの中心集落はコムーネの南部、潟湖に突き出した中央の砂州の上に位置している。コムーネ中部、アルベーニャ川河口にはアルビニア (it:Albinia) の集落がある。
このほか、コムーネ北部の沿岸部にフォンテブランダ (it:Fonteblanda) とタラモネ (it:Talamone) がある。コムーネ南部のアンセドニア (it:Ansedonia) は、ローマ共和政初期の植民市コーサ (Cosa) に起源を持つ。また、コムーネ西部のプロモントリオ側にはジャンネッラ (it:Giannella) がある。
- オルベテッロ
- フォンテブランダ
- タラモネ

## 歴史

### 古代
オルベテッロはエトルリア人の居住地であった。植民市コーサ (Cosa) を築いたローマ人は、紀元前280年頃にオルベテッロ一帯をその支配下に収めた。紀元前225年には、現在のタラモーネ付近で、ローマ人とガリア人のテラモンの戦いが行われている。

### 中世・近世
中世、オルベテッロはアルドブランデスキ家 (Aldobrandeschi family) の所領であり、14世紀にオルヴィエートに代わった。ピティリアーノのオルシーニ家とオルヴィエートとの間に紛争が繰り返されたのち、シエーナ共和国の支配下に入った。16世紀の半ば、スペインの傀儡国家であるプレシディ領 (State of Presidi) の一部となり、その首都がおかれた。
1646年には、西仏戦争中の戦闘であるオルベテッロの戦い (Battle of Orbetello) が、オルベテッロ潟周囲で行われた。

### 近代・現代
その後トスカーナ大公国領となり、以後1860年のイタリア統一までその支配下にあった。
ファシスト政権下、オルベテッロ潟はイタリア空軍の重要な航空イベントの舞台となった。イタロ・バルボ空軍大臣自ら率いるサヴォイア・マルケッティ S.55の編隊は、1930年にはブラジルへの大西洋横断飛行 (it:Crociera aerea transatlantica Italia-Brasile) に、1933年にはアメリカ合衆国への大西洋横断飛行 (it:Crociera aerea del Decennale) に、いずれもオルベテッロ潟から出発している。

## 自然・環境
オルベテッロ潟（Laguna di Orbetello）は、ラムサール条約の定める「国際的に重要な湿地」に登録されている。イタリアのラムサール条約登録地一覧も参照。

## 交通

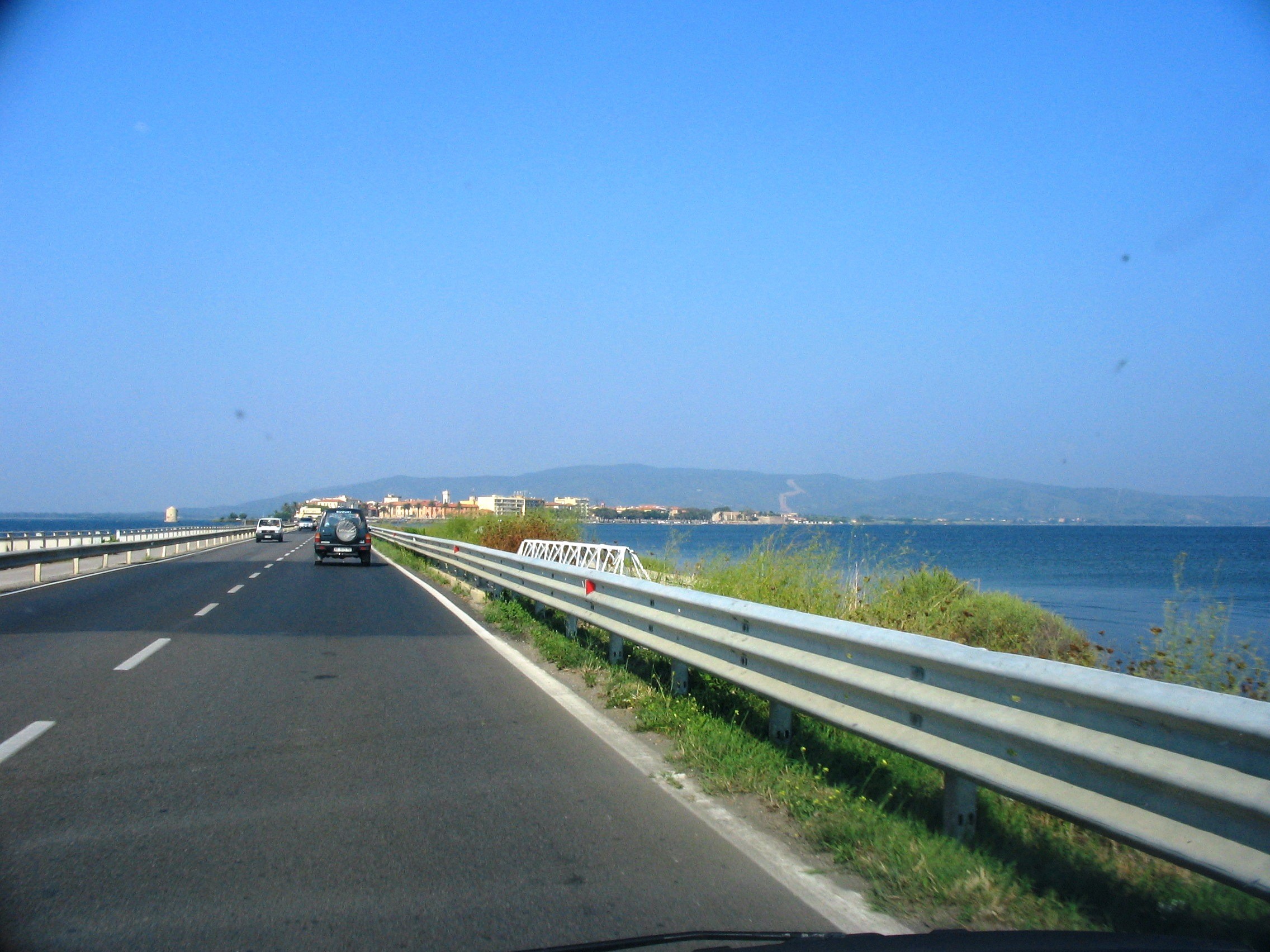
潟湖上の土手道を走るSS440。かつては鉄道が走っていた。

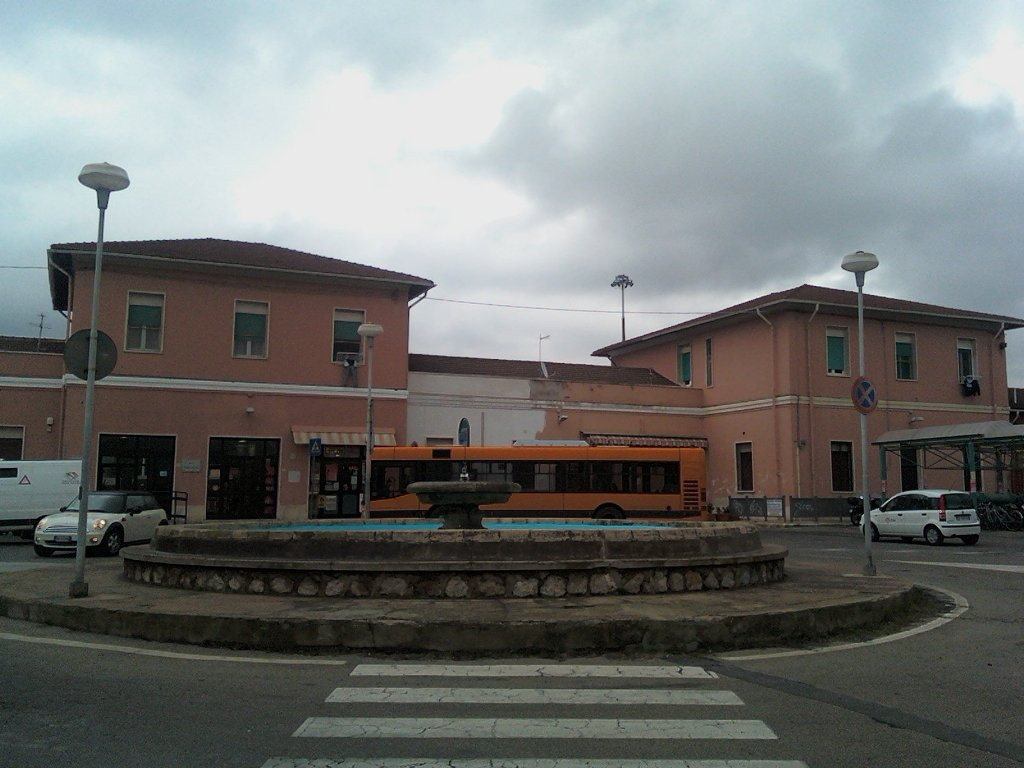
オルベテッロ＝モンテ・アルジェンタリーオ駅

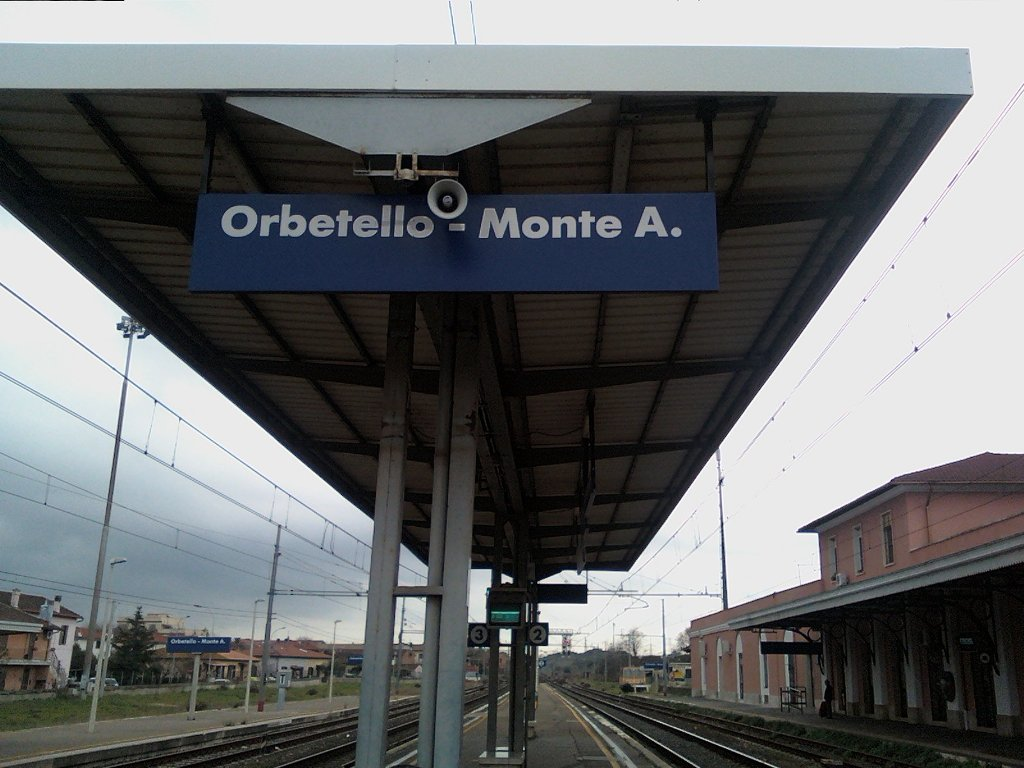
オルベテッロ＝モンテ・アルジェンタリーオ駅

### 道路
ピサとローマを結ぶ鉄道幹線で、欧州自動車道路としても指定されているSS1（国道1号線アウレリア街道）が市域を南北に縦貫する。ティレニア海の海岸沿いに南下したSS1は、潟湖東岸を走り、アンセドニア北方に至る。市域北部のアルビニアではSS1からSS74とSS323が分かれている。SS440はSS1から西へ分岐して砂洲上にあるオルベテッロの集落を貫き、ポルト・サント・ステーファノに至る。
欧州自動車道路
- E80号線 : SS1

国道
- SS1  (it:Strada statale 1 Via Aurelia) 
〔ピサ〕 - フォンテブランダ - アルビニア - オルベテッロ・スカロ - アンセドニア - 〔ローマ〕
- SS74  (it:Strada statale 74 Maremmana) 
アルビニア - 〔マンチャーノ - ピティリアーノ - …〕
- SS323  (it:Strada statale 323 di Monte Amiata) 
アルビニア - 〔スカンサーノ - アルチドッソ - …〕
- SS440  (it:Strada statale 440 di Porto Santo Stefano) 
〔ポルト・サント・ステーファノ〕 - オルベテッロ - オルベテッロ・スカロ

### 鉄道
ピサとローマを結ぶ鉄道幹線であるピサ＝リヴォルノ＝ローマ線が市域を南北に縦貫している。
- ピサ＝リヴォルノ＝ローマ線
〔ピサ方面〕 - タラモネ駅 (it)  - アルビニア駅 (it)  - オルベテッロ＝モンテ・アルジェンタリーオ駅 (it)  - 〔ローマ方面〕

かつて、オルベテッロ＝モンテ・アルジェンタリーオ駅からは、モンテ・アルジェンターリオのポルト・サント・ステーファノやポルト・エルコーレとを結ぶ鉄道路線 (it:Ferrovia Orbetello-Porto Santo Stefano) があったが、第二次世界大戦で破壊され、その後再建されなかった。